# Liste von Eisenbahngesellschaften in den Vereinigten Staaten
Die Liste der Eisenbahngesellschaften in den Vereinigten Staaten bietet eine Übersicht über Eisenbahngesellschaften, die Güter-, Personen- und Touristenverkehre anbieten.
2017 existierten in den Vereinigten Staaten 614 öffentliche Eisenbahngesellschaften, die Gütertransport betrieben. Entsprechend der Einteilung der Association of American Railroads (AAR) waren es zum 31. Dezember 2009 7 Class-1-Gesellschaften, 23 Regional Railroads, 339 Local Railroads, 194 Rangiergesellschaften und zwei kanadische Gesellschaften (CN und CP).

## Class 1– Eisenbahngesellschaften
Eisenbahnen mit einem Umsatz von mehr als 401,4 Millionen Dollar
- BNSF Railway
- CSX Transportation
- Kansas City Southern Railway, Tochtergesellschaft der Canadian Pacific Kansas City
- Norfolk Southern Railway
- Union Pacific Railroad
- Soo Line Railroad, Tochtergesellschaft der Canadian Pacific Kansas City
- Grand Trunk Corporation, Tochtergesellschaft der Canadian National Railway

## Regional Railroads(Class 2)
Eine Eisenbahngesellschaft, die eine Strecke von mehr als 350 Meilen betreibt und/oder mehr als 40 Mio. $ Umsatz hat.
| - Alabama and Gulf Coast Railway - Alaska Railroad - Buffalo and Pittsburgh Railroad - Dakota, Missouri Valley and Western Railroad - Florida East Coast Railway - Indiana Rail Road - Iowa Interstate Railroad - Kansas and Oklahoma Railroad - Kyle Railroad - Montana Rail Link | - Nebraska Kansas Colorado Railway - New England Central Railroad - New York, Susquehanna and Western Railway - Paducah and Louisville Railway - Pan Am Railways - Portland and Western Railroad - Providence and Worcester Railroad - Red River Valley and Western Railroad - Wheeling and Lake Erie Railway - Wisconsin and Southern Railroad |

## Local Railroads(Class 3)
keine „Class 1“- oder „Class 2“-Eisenbahn, aber mit fahrplanmäßigen Betrieb
| - Aberdeen and Rockfish Railroad - Aberdeen, Carolina and Western Railway - Acadiana Railway - Alabama Southern Railway - Alabama Warrior Railway - Alabama and Tennessee River Railway - Albany and Eastern Railroad - Alexander Railroad - Aliquippa and Ohio River Railroad - AN Railway - Angelina and Neches River Railroad - Ann Arbor Railroad - Apache Railway - Appalachian and Ohio Railroad - Arcade and Attica Railroad - Arizona and California Railroad - Arizona Central Railroad (Clarkdale Arizona Central Railroad) - Arkansas and Missouri Railroad - Arkansas and Oklahoma Railroad - Arkansas, Louisiana and Mississippi Railroad - Arkansas Midland Railroad - Arkansas Southern Railroad - Ashland Railway - Athens Line - AT&L Railroad - Atlantic and Western Railway - B&H Rail - Batten Kill Railroad - Bauxite and Northern Railway - Bay Coast Railroad - Bay Colony Railroad - Bay Line Railroad - Belvidere and Delaware River Railway - Blacklands Railroad - Blackwell and Northern Gateway Railway - Bloomer Line - Boise Valley Railroad - Border Pacific Railroad - Buckingham Branch Railroad - Butte, Anaconda and Pacific Railway - Caddo Valley Railroad - Caldwell County Railroad - Caney Fork and Western Railroad - Carolina Coastal Railway - Carolina Southern Railroad - Carrizo Gorge Railway - Cascade and Columbia River Railroad - Cedar Rapids and Iowa City Railway - Central Maine and Quebec Railway - Central Montana Rail - Central New England Railroad - Central New York Railroad - Central Oregon and Pacific Railroad - Central Railroad Company of Indiana - Central Railroad Company of Indianapolis - Central Washington Railroad - Chattahoochee Bay Railroad - Chattahoochee Industrial Railroad - Chattooga and Chickamauga Railway - Chesapeake and Albemarle Railroad - Chesapeake and Indiana Railroad - Chicago, Ft. Wayne and Eastern Railroad - Chicago, SouthShore and South Bend Railroad - City of Prineville Railway - Claremont Concord Railroad - Clarendon and Pittsford Railroad - Cleveland Commercial Railroad - Columbia Basin Railroad Company - Columbia and Cowlitz Railway - Columbus and Greenville Railway - Columbus and Ohio River Rail Road - Commonwealth Railway - Conecuh Valley Railroad - Connecticut Southern Railroad - Copper Basin Railway - D&I Railroad - Dakota Northern Railroad - Dardanelle and Russellville Railroad - De Queen and Eastern Railroad - Delaware-Lackawanna Railroad - Delta Southern Railroad - Denver and Rio Grande Railroad - Depew, Lancaster and Western Railroad - Dover & Rockaway River Railroad - Dubois County Railroad - East Cooper and Berkeley Railroad - East Tennessee Railway - Eastern Alabama Railway - Eastern Idaho Railroad - Eastern Maine Railway - Eastern Washington Gateway Railroad - Effingham Railroad - El Dorado and Wesson Railway - Elkhart and Western Railroad - Escanaba and Lake Superior Railroad - Evansville Western Railway - Everett Railroad - Falls Road Railroad - Finger Lakes Railway - First Coast Railroad - Florida Central Railroad (1986) - Florida Gulf & Atlantic Railroad - Florida Midland Railroad - Florida Northern Railroad - Fulton County LLC - Fulton County Railway - Georgetown Railroad - Georgia Central Railway - Georgia Midland Railroad - Georgia Northeastern Railroad - Georgia Southwestern Railroad - Georgia Woodlands Railroad - Georgia and Florida Railway - Gettysburg and Northern Railroad - Golden Isles Terminal Railroad - Golden Triangle Railroad | - Grainbelt - Grand Elk Railroad - Grand Rapids Eastern Railroad - Great Lakes Central Railroad - Great Northwest Railroad - Great Smoky Mountains Railroad - Great Walton Railroad - Great Western Railway of Colorado - Green Mountain Railroad - Greenville and Western Railway - Grenada Railway - Gulf, Colorado and San Saba Railway - Hampton and Branchville Railroad - Hartwell Railroad - Heart of Georgia Railroad - Hollidaysburg and Roaring Spring Railroad - Hollis and Eastern Railroad - Hoosier Southern Railroad - Housatonic Railroad - Huntsville and Madison County Railroad Authority - Huron and Eastern Railway - Idaho Northern and Pacific Railroad - Illinois Railway - Illinois and Midland Railroad - Illinois Western Railroad - Indiana and Ohio Railway - Indiana Eastern Railroad - Indiana Northeastern Railroad - Indiana Southern Railroad - Iowa Northern Railway - Iowa River Railroad - Iowa Traction Railroad - Ithaca Central Railroad - Juniata Valley Railroad - Kankakee, Beaverville and Southern Railroad - Kaw River Railroad - Kentucky West Tennessee Railway - Keokuk Junction Railway - Kettle Falls International Railway - Kiamichi Railroad Company - Kosciusko and Southwestern Railway - Lake State Railway - Lake Superior and Ishpeming Railroad - Lancaster and Chester Railway - Landisville Railroad - Laurinsburg and Southern Railroad - Lehigh Railway - Little Rock and Western Railway - Livonia, Avon and Lakeville Railroad - Louisiana Southern Railroad - Louisiana and Delta Railroad - Louisiana and North West Railroad - Louisville and Indiana Railroad - Lowville and Beaver River Railroad - Luxapalila Valley Railroad - Lycoming Valley Railroad - Madison Railroad - Maine Eastern Railroad - Marquette Rail - Maryland Midland Railway - Maryland and Delaware Railroad - Massachusetts Central Railroad - McCloud Railway - Meridian and Bigbee Railroad - Meridian Southern Railway - Mid-Michigan Railroad - Middletown and New Jersey Railway - Middletown and Hummelstown Railroad - Milford-Bennington Railroad - Minnesota Northern Railroad - Minnesota Prairie Line - Minnesota Southern Railway - Minnesota, Dakota and Western Railway - Mission Mountain Railroad - Mississippi Export Railroad - Mississippi Southern Railroad - Mississippian Railway Cooperative - Missouri and Northern Arkansas Railroad - Mohawk, Adirondack and Northern Railroad - Morristown and Erie Railway - Mount Hood Railroad - Nash County Railroad - Nashville and Eastern Railroad - Natchez Railroad - Naugatuck Railroad - NC Railroad - NEBKOTA Railway - Nebraska Central Railroad - Nebraska Northeastern Railway - New England Southern Railroad - New Hampshire Central Railroad - New Hampshire Northcoast - New Hope Railroad - New Jersey Rail Carrier - New York and Atlantic Railway - New York and Greenwood Lake Railway - New York and Lake Erie Railroad - New York and Ogdensburg Railway - Nittany and Bald Eagle Railroad - North Shore Railroad - Northern Plains Railroad - Ohio Central Railroad - Ohio Southern Railroad - Ohio Valley Railroad - Ohio and Pennsylvania Railroad - Oil Creek and Titusville Lines - Old Augusta Railroad - Ontario Central Railroad - Ontario Midland Railroad - Otter Tail Valley Railroad - Ouachita Railroad - Ozark Valley Railroad - Pacific Sun Railroad - Palouse River and Coulee City Railroad - Pan Am Southern | - Panhandle Northern Railroad - Pecos Valley Southern Railway - Pee Dee River Railway - Pend Oreille Valley Railroad - Pennsylvania and Southern Railway - Pennsylvania Northeastern Railroad - Pickens Railway - Pickens Railway Co. – Honea Path Division - Pioneer Valley Railroad - Point Comfort and Northern Railway - Prescott and Northwestern Railroad - Progressive Rail - Puget Sound and Pacific Railroad - R. J. Corman Railroad/Bardstown Line - R. J. Corman Railroad/Central Kentucky Lines - R. J. Corman Railroad/Cleveland Line - R. J. Corman Railroad/Memphis Line - R. J. Corman Railroad/Pennsylvania Line - R. J. Corman Railroad/TN Terminal LLC - R. J. Corman Railroad/West Virginia Line - R. J. Corman Railroad/Western Ohio Line - Reading Blue Mountain and Northern Railroad - Redmont Railway - Riceboro Southern Railway - Rochester and Southern Railroad - Rock and Rail - Rockdale, Sandow and Southern Railroad - Sabine River and Northern Railroad - Sacramento Valley Railroad - Saginaw Bay Southern Railway - Salt Lake, Garfield and Western Railway - San Diego and Imperial Valley Railroad - San Joaquin Valley Railroad - San Luis Central Railroad - San Luis and Rio Grande Railroad - Sand Springs Railway - Sandersville Railroad - Santa Fe Southern Railway - Santa Maria Valley Railroad - Seminole Gulf Railway - Sequatchie Valley Railroad - Shamokin Valley Railroad - Shenandoah Valley Railroad - Sierra Northern Railway - Sisseton Milbank Railroad - SMS Rail Service - SMS Rail Lines of New York - South Branch Valley Railroad - South Central Florida Express - South Central Tennessee Railroad - South Kansas and Oklahoma Railroad - Southern Indiana Railway - Southern Railroad Co. of NJ - Squaw Creek Southern Railroad - St. Croix Valley Railroad - St. Lawrence and Atlantic Railroad - St. Marys Railroad - St. Paul & Pacific Railroad - St. Paul & Pacific Northwest Railroad - Stillwater Central Railroad - Stockton Terminal and Eastern Railroad - Stourbridge Railroad - Sunflour Railroad - Tacoma Rail Mountain Division - Tennessee Southern Railroad - Tennken Railroad - Texas-New Mexico Railroad - Texas North Western Railway - Texas Northeastern Railroad - Texas-Pacífico Transportation - Texas Rock Crusher Railway - Texas and Northern Railway - Thermal Belt Railway - Three Notch Railroad - Timber Rock Railroad - Toledo, Peoria and Western Railway - Tomahawk Railway - Towner Railway - Trona Railway - Tulsa-Sapulpa Union Railway - Twin Cities and Western Railroad - Tyburn Railroad - Union County Industrial Railroad - Utah Railway - Utah Southern Railway - V and S Railway - Valdosta Railway - Vandalia Railroad - Ventura County Railroad - Vermont Railway - Vicksburg Southern Railroad - Walking Horse and Eastern Railroad - Wallowa Union Railroad Authority - Warren and Saline River Railroad - Washington and Idaho Railway - Washington County Railroad - Wellsboro and Corning Railroad - West Isle Line - West Tennessee Railroad - West Texas and Lubbock Railroad - West Virginia Central Railroad - Western New York and Pennsylvania Railroad - Western Rail Road - Williamette Valley Railway - Williamette and Pacific Railroad - Winchester and Western Railroad - Wiregrass Central Railroad - Wisconsin Northern - Wyoming and Colorado Railroad - Yadkin Valley Railroad - YCR Corporation - Yellowstone Valley Railroad - York Railway - Youngstown and Southeastern Railroad - Yreka Western Railroad |

## Rangiergesellschaften
Eisenbahnen, die keine Punkt-zu-Punkt-Transporte (Linienverkehr) durchführen, sondern die Verbindung zwischen Endabnehmern und den anderen Eisenbahngesellschaften herstellen.
| - Adrian and Blissfield Rail Road - Akron Barberton Cluster Railway - Alabama Railroad - Alabama and Florida Railway - Alamo Gulf Coast Railroad - Albany Port Railroad - Allegheny Valley Railroad - Alliance Terminal Railroad - Appanoose County Community Railroad - Arizona Eastern Railway - Ashtabula, Carson and Jefferson Railroad - Austin Western Railroad - Ballard Terminal Railroad - Baton Rouge Southern Railroad - Belt Railway Company of Chicago - BG & CM Railroad - Bighorn Divide and Wyoming Railroad - Birmingham Southern Railroad - Black River and Western Railroad - Boone and Scenic Valley Railroad - Brandon Railroad - Brandywine Valley Railroad - Brownsville and Rio Grande International Railroad - Buffalo Southern Railroad - Burlington Junction Railway - C and NC Railroad - California Northern Railroad - Camp Chase Industrial Railroad - Canton Railroad - Cape Fear Railways - Central Illinois Railroad - Central Indiana and Western Railroad - Central Midland Railway - Chestnut Ridge Railway - Chicago Port Railroad - Chicago Rail Link - Chicago, Rock Island and Pacific Railroad (2017) - Cicero Central Railroad - Cimarron Valley Railroad - City of Rochelle Railroad - Clinton Terminal Railroad - Cloquet Terminal Railroad - CMC Railroad - Colorado and Wyoming Railway - Columbia Terminal - Conrail - Corpus Christi Terminal Railroad - Crab Orchard and Egyptian Railroad - Dakota Southern Railway - Dallas, Garland and Northeastern Railroad - Decatur Junction Railway - Delray Connecting Railroad - Delta Valley and Southern Railway - Denver Rock Island Railroad - East Brookfield and Spencer Railroad - East Camden and Highland Railroad - East Chattanooga Belt Railway - East Erie Commercial Railroad - East Jersey Railroad and Terminal - East Penn Railroad - Eastern Illinois Railroad - Ellis and Eastern - Farmrail - Flats Industrial Railroad - Fordyce and Princeton Railroad - Fore River Transportation - Fort Worth and Western Railroad | - Forth Smith Railroad - Galveston Railway - Garden City Western Railway - Gary Railway - Grafton and Upton Railroad - Great River Railroad - Heritage Railroad - High Point, Thomasville and Denton Railroad - Hondo Railway - Indian Creek Railroad - Indiana Harbor Belt Railroad - Indiana Southwestern Railway - ISG South Chicago and Indiana Harbor Railway - ISG Cleveland Works Railway - Kendallville Terminal Railway - Kiski Junction Railroad - Knoxville and Holston River Railroad - Lake Terminal Railroad - Lehigh Valley Rail Management – Bethlehem Div. - Lehigh Valley Rail Management – Johnstown Div. - Little Kanawha River Rail - Little Rock Port Railroad - Longview Switching Co. - Louisville, New Albany and Corydon Railroad - Luzerne and Susquehanna Railway - Mahoning Valley Railway - Manufacturers Junction Railway - Manufacturers Railway - Massena Terminal Railroad - Maumee and Western Railroad - Mckeesport Connecting Railroad - Meeker Southern Railroad - MG Rail - Michigan Air-Line Railway - Michigan Shore Railroad - Michigan Southern Railroad - Minnesota Commercial Railway - Mississippi Central Railroad - Mississippi Tennessee Railroad - Missouri and Valley Park Railroad - Missouri North Central Railroad - Modesto and Empire Traction - Morehead and South Fork Railroad - Moscow, Camden and San Augustine Railroad - Mount Vernon Terminal Railway - Municipality of East Troy Railroad - N.D.C. Railroad - Napa Valley Railroad - Nashville and Western Railroad - New Castle Industrial Railroad - New Orleans Public Belt Railroad - New Orleans and Gulf Coast Railway - New York, New Jersey Rail - Newburgh and South Shore Railroad - North Carolina and Virginia Railroad - Northern Lines Railway - Northern Ohio and Western Railway - Northwestern Oklahoma Railroad - Oakland Terminal Railway - Ohi-Rail Corp. - Omaha, Lincoln and Beatrice Railway - Oregon Pacific Railroad - Owego & Harford Railway - Pacific Harbor Line | - Patapsco and Back Rivers Railroad - Peninsula Terminal - Pennsylvania Southwestern Railroad - Pioneer Industrial Railway - Pittsburgh and Ohio Central Railroad - Pittsburgh, Allegheny and McKees Rocks Railroad - Port Bienville Railroad - Port of Tillamook Bay Railroad - Port Jersey Railroad - Port Terminal Railroad Association - Port Terminal Railroad of South Carolina - Port Utilities Comm. of Charleston, S.C. - Quincy Railroad - R. J. Corman Railroad / Allentown Lines - Raritan Central Railway - Republic N and T Railroad - Richmond Pacific Railroad - Rio Valley Switching - Riverport Railroad - Rochester and Erie Railway - Salt Lake City Southern Railroad - San Pedro and Southwestern Railway - Santa Cruz, Big Trees and Pacific Railway - Savage Bingham and Garfield - Savannah Port Terminal Railroad - Semo Port Railroad - Shawnee Terminal Railway - Sidney and Lowe Railroad - South Brooklyn Railway - South Buffalo Railway - South Carolina Central Railroad - South Carolina Central Railroad, Carolina Piedmont Division - South Plains Lamesa Railroad - South Plains Switching - Southern Switching - Southwest Pennsylvania Railroad - Southwestern Railroad Co., New Mexico Division - St. Maries River Railroad - Strasburg Rail Road - Tacoma Rail - Talleyrand Terminal Railroad - Tazewell and Peoria Railroad - Temple and Central Texas Railway - Terminal Railroad Association of St. Louis - Terminal Railway Alabama State Docks - Texas Central Business Lines - Texas South Eastern Railroad - Texas, Gonzales and Northern Railway - Tri-City and Olympia Railroad - Turners Island LLC - Union Railroad - Upper Merion and Plymouth Railroad - US Rail Corporation - Utah Central Railway - Vermillion Valley Railroad - Wabash Central Railroad - Warren and Trumbull Railroad - Washington Terminal Company - WCTU Railway - West Michigan Railroad - Wichita, Tillman and Jackson Railway - Wilmington and Western Railroad - Wilmington Terminal Railroad - Winston-Salem Southbound Railway - Youngstown and Austintown Railroad - Youngstown Belt Railroad |

## Betriebs- und Holdinggesellschaften
- Atlantic Western Transportation
- Anacostia and Pacific Company
- CAGY Industries
- Carload Express
- Farmrail Systems Inc.
- Four Rivers Transportation
- Genesee and Wyoming
- Genesee Valley Transportation Company
- Georgia Pacific Corporation
- Gulf and Ohio Railways
- Iowa Pacific Holdings
- Omnitrax
- Patriot Rail
- Pinsly Railroad Company
- Pioneer Railcorp
- RailAmerica
- Rail Management Corporation
- Railroad Development Corporation
- RailServe
- Rail World
- Rio Grande Pacific Corporation
- H.E. Salzberg Company
- Transtar Inc.
- Watco Companies
- Weyerhaeuser

## Personenverkehr
- Amtrak
- Bay Area Rapid Transit
- NCTD Coaster
- CalTrain
- Central Puget Sound Regional Rail
- Chicago Transit Authority
- Long Island Railroad
- Maryland Rail Commuter (MARC)
- Massachusetts Bay Transportation Authority (MBTA)
- Metra
- Metro-North Railroad
- Metrolink
- Metro North
- New Jersey Transit
- New Mexico Rail Runner Express
- Southeastern Pennsylvania Transportation Authority (SEPTA)
- Shore Line East
- Tri-Rail
- Trinity Railway Express
- Virginia Railway Express (VRE)

## Touristikbahnen
- Adirondack Railroad
- Arcade and Attica Railroad
- Big South Fork Scenic Railway
- Blue Ridge Scenic Railway
- Branson Scenic Railway
- Conway Scenic Railroad
- Cumbres and Toltec Scenic Railroad
- Eureka Springs and North Arkansas Railway
- Georgia Coastal Railway
- Grand Canyon Railway (GCRX)
- Hocking Valley Scenic Railway (HVSR)
- Juniata Terminal
- Leadville, Colorado and Southern Railroad
- Napa Valley Wine Train
- Royal Gorge Route Railroad